# Lego Star Wars III: The Clone Wars
Lego Star Wars III: The Clone Wars – gra komputerowa z serii gier Lego na PC, Nintendo DS, PlayStation 3, PlayStation Portable, Xbox 360 i Wii w świecie Gwiezdnych wojen. Gra bazuje na animowanych Wojnach Klonów. Producentem jest Traveller’s Tales, a wydawcą – LucasArts i TT Games. Gra ma dwa tryby gry - jedno- i wieloosobową. Lego Star Wars III zawiera misje i postacie z Wojen Klonów wraz z oryginalną sagą Gwiezdnych wojen.

## Rozgrywka
Rozgrywka jest podobna do poprzednich tytułów gier Traveller’s Tales, w których dwóch graczy (lub jeden) wciela się w różne postacie, aby zwalczyć przeciwników, rozwiązać łamigłówki i akcje w różnych misjach. Gra zawiera zarówno sceny z serialu animowanego, jak i z filmów Gwiezdne wojny: część II – Atak klonów i Wojny klonów. Nowe funkcje zawierają możliwość zarządzania przez graczy dużymi armiami klonów do walki przeciwko droidom oraz zmianę historii, w której gracz może wybrać pomiędzy dwoma postaciami w różnych miejscach i poprowadzić historią każdej postaci oddzielnie. Gra zawiera podział ekranu. Poziomy z pojazdami zostały uaktualnione - teraz gracze mogą zatrzymać ich pojazd i zacząć walczyć na piechotę. Wszystkie oryginalne elementy widziane w poprzednich grach Lego Star Wars powróciły. Dokonano również modyfikacji głównego ekranu gry (ang. hub) – akcja dzieje się na pokładzie gwiezdnego niszczyciela o nazwie „Zdecydowany”.